# Herb gminy Irządze
Herb gminy Irządze – symbol gminy Irządze.

## Wygląd i symbolika
Herb przedstawia na tarczy dzielonej w słup w polu lewym niebieskim złotą literę „I” (nawiązanie do nazwy gminy), w polu prawym czerwonym pół srebrnego orła ze złotym dziobem i szponami (godło Polski), oba pola łączą: ponad elementami złota korona, a pod nimi srebrne godło z herbu Lis.